# Salamat
Salamat er en af de 23 regioner i Tchad. Regionens hovedby er Am Timan. Økonomien i regionen er baseret på landbrug, opdræt, fiskeri og bomuld.

## Inddeling
Salamat-regionen er inddelt i tre departementer:
| Departement       | Hovedby           | Underpræfekturer                    |
| ----------------- | ----------------- | ----------------------------------- |
| Aboudeïa          | Aboudeïa          | Aboudeïa, Abgué, Am Habilé          |
| Barh Azoum        | Am Timan          | An Timan, Djouna, Mouraye           |
| Haraze Mangueigne | Haraze Mangueigne | Haraze Mangueigne, Mangueigne, Daha |